# Lupinus angustiflorus
Lupinus angustiflorus är en ärtväxtart som beskrevs av Alice Eastwood. Lupinus angustiflorus ingår i släktet lupiner, och familjen ärtväxter. Inga underarter finns listade i Catalogue of Life.